# 死刑
死刑（しけい、英語: capital punishment, death penalty）は、対象者（死刑囚）の生命を奪う刑罰である。暴力的なニュアンスを抑えた表現として「極刑（）」あるいは「処刑（）」とも表現される。処刑とは「刑」に「処」すことなので必ずしも死刑とは限らないが、一般的に「処刑」は死刑を意味する。生命刑に分類される刑罰である。

## 概要
日本では絞首刑によって執行されている。多くの死刑存置国ではおおむね人命を奪った犯罪や国家反逆罪（未遂含む）に対しても死刑が法定されている。一部の国では特定の犯罪に対する刑罰を厳罰化しており、生命・身体の脅威になる犯罪（麻薬・覚醒剤などの薬物の使用、製造、流通、販売、人身売買など）や、経済犯罪（汚職、通貨の偽造、密輸など）にも死刑が適用される。
その一方、1989年12月15日に死刑廃止を推進するため自由権規約第2選択議定書（死刑廃止議定書）が国際連合総会で採択された。2024年時点で、ヨーロッパ、南アメリカ、カナダやオーストラリアなどの113か国で全ての犯罪に対して死刑は廃止されている。また一般犯罪においては死刑を廃止しているが、戦時犯罪行為にのみ死刑を定めている国が9ヶ国ある。ブラジルやイスラエルがそれに当たり、その内5か国がラテンアメリカ諸国である。
一方で、日本を含むアジア諸国（死刑を廃止している中央アジアやブータン、ネパール、カンボジア、モンゴルは除く）や宗教的に応報が原則とされる中東およびアフリカ大陸諸国、そして欧米文化圏では例外となるアメリカ合衆国の連邦政府及び軍隊と27州（州数は2021年4月時点。ネブラスカ州議会は2015年に死刑を廃止したが、2016年に復活させた。）など77か国で死刑制度が存置されている。それとは別に、事実上廃止している国が23か国あり、韓国やロシアがそれらの国にあたる。アムネスティ・インターナショナルでは、事実上廃止国も含め死刑廃止国を145か国としている。
そして、事実上廃止している国を除いた死刑存置国54か国の内、2015年～2024年の間に死刑執行された国は35か国である。更にその中で、この期間中に死刑執行があった年が5年以上あった国は21か国であり、死刑を存置し死刑廃止の政策や慣習を持っていないと思われる国であっても、死刑の頻度が違い、そもそもここ10年の間に執行がない国が特にラテンアメリカにある。そして、前述の21か国の内、地域別では14か国がアジア、5か国はアフリカで、アジア・アフリカ以外は、アメリカ合衆国とベラルーシとなっている。また、国民の大多数が信仰している宗教の種類で見た場合、イスラム教が12か国を占める。
そして、2025年4月14日のアムネスティ報告書の調査によれば2024年に世界15か国で少なくとも1,518人の死刑（ただし、中国や北朝鮮、ベトナムやシリア、アフガニスタンでは未発表の為、 2人とカウントして含めていること、パレスチナは2023年10月7日に開戦したパレスチナ・イスラエル戦争により、未集計であることに留意する。）が執行された。
2023年（1,153人）に死刑執行された者の約44%は、生命犯ではない薬物関連の犯罪により執行されている。そのほとんどは、イラン（481人）・サウジアラビア（19人）・シンガポール（5人）の3か国で占めており、特にイランは約95％を占める（ただし、薬物関連の犯罪を死刑対象としている中国とベトナムは含まれていない。）。2023年に麻薬犯罪に死刑が科されることについて、アムネスティ・インターナショナルのカラマール事務総長は、死刑にする犯罪は意図的な殺人を伴う「最も重大な犯罪」に限定すべきであり、自由権規約第6条第2項違反であると批判した。

## 死刑の歴史

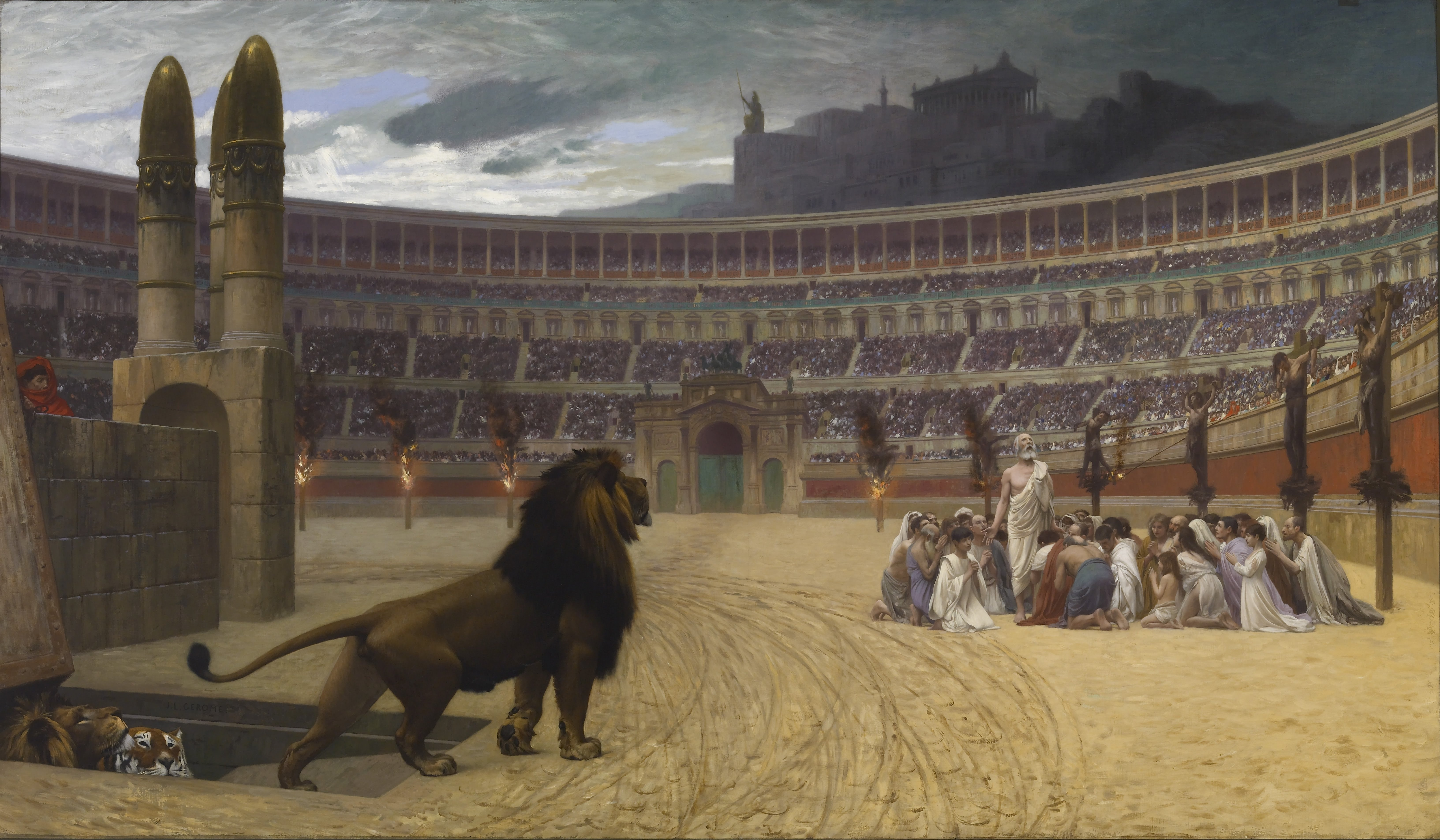
ジャン＝レオン・ジェロームによるローマ時代のキリスト教徒殉教の絵画。火刑、動物刑の公開処刑が描きこまれている

死刑は、文化の違いにより刑罰の重みを表すものであり、世界各地で死刑執行された記録が残される。石器時代の遺跡から処刑されたと思われる遺体が発見されることもある。
死刑は、身体刑と並び前近代（おおむね18世紀以前）には重罪を犯した者に課される一般的な刑罰であった。人類の刑罰史上最も古くからある刑罰であるといわれ、有史以前に人類社会が形成された頃からあったとされる。また、「死刑」と呼ばれない刑罰により、多くの罪人が「死に至る（ことが多い）刑罰」もあった。
威嚇効果が期待されていたものと考えられており、すなわち見せしめの手段であった事から、公開処刑が古今東西で行われていた。火刑、溺死刑、圧殺、生き埋め、磔（はりつけ）、十字架刑、斬首（ざんしゅ）、毒殺、車裂（くるまざき）、鋸挽き、釜茹、石打ち、電気椅子など執行方法も様々であった。罪によって、処刑される者の身分や地位によって、より苦痛の大きい執行方法、より苦痛の少ない執行方法の差別があった。近代に入りフランスのギロチンの導入のように人道主義に基づきより苦痛の少ない執行方法へ統一化がなされるようになった。近年では、死刑存置国の間でも絞首刑、銃殺刑、電気椅子、ガス殺、注射殺（毒殺）・服毒など、比較的苦痛の少ないと考えられる方法を採用されている。刑罰の歴史上では文明化と共に死刑を制限することが顕著である。
刑罰として死が適用される犯罪行為も、必ずしも現代的な意味における重犯罪に限られていたわけではない。窃盗や偽証といった人命を奪わない罪状を含んだほか、社会規範・宗教的規範を破った事に対する制裁として適用される場合もあった。たとえば、中世ヨーロッパでは姦通を犯した既婚者女性は原則的に溺死刑に処せられていた。叛乱の首謀者といった政治犯に対するものにも適用された。
死刑は、為政者による宗教弾圧の手段として用いられたこともあり、ローマ帝国時代のキリスト教徒迫害や、江戸時代に長崎で行われたキリシタンの処刑のように、キリスト教徒の処刑が多数行われていた。一方魔女裁判のように、宗教者たちによって死に追いやられた人々も多かった。
その後、近代法制度の確立に伴い、罪刑法定主義によって処罰される犯罪行為が規定され、それに反した場合に限り刑罰を受けるというように限定された。近代法制度下では、どのような犯罪行為に死刑が適用されるかが、あらかじめ規定されている。また18世紀頃から身体を拘束・拘禁する自由刑が一般化し、死刑は「重犯罪向けの特殊な刑罰」という性格を帯びるようになった。死刑の方法もみせしめ効果を狙った残虐なものから絞首刑など単一化されるようになった。
20世紀中期以降は、死刑を存置する国家では、おおむね他人の生命を奪う犯罪のうち、特に凶悪な犯罪者に対し死刑が適用される傾向がある。ただし戦時犯罪については死刑を容認している国も残されており、上官の命令不服従、敵前逃亡、外患誘致、スパイ行為といった利敵行為などに対して適用される場合がある。また、21世紀になっても、国によっては重大な経済犯罪・麻薬密売・児童人身売買・といった直接に他人の生命を侵害するわけではない犯罪にも死刑が適用されることがあるほか、一部国家では、窃盗犯であっても裁判によらず即決で公開処刑される事例が存在する。

## 死刑の目的

### 死刑とはいかなる類の刑であるか
ドイツの哲学者イマヌエル・カントは「刑罰は悪に対する悪反動であるため、犯した犯罪に相当する刑罰によって犯罪を相殺しなければならない」として「絶対的応報刑論」を唱えた。これに対して「刑罰が応報であることを認めつつも、刑罰は同時に犯罪防止にとって必要かつ有効でなくてはならない」とする考え方は「相対的応報刑論」という。
日本で、死刑を合憲とした1948年（昭和23年）の最高裁判例では、「犯罪者に対する威嚇効果と無力化効果（隔離効果）による予防説に基づいて合憲」としており、応報刑的要素についての合憲性は排除されている。なお、予防説では「死刑は一種の必要悪であるとして、犯罪に対する反省もなく、改善不能で矯正も不可能な犯罪者は社会防衛のために死刑にするのもいたしかたない」との死刑存置派からの論拠がある。

### 死刑の法的根拠
刑罰は応報的な面があるのは事実であるが、死刑が社会的存在を消し去るものであるため、死刑が近代刑罰が忌諱する応報的な刑罰ではないとする法学的根拠が必要とされている。一般予防説に従えば、「死刑は、犯罪者の生を奪うことにより、犯罪を予定する者に対して威嚇をなし、犯罪を予定する者に犯行を思い止まらせるようにするために存在する」ことになる。
特別予防説に従えば、「死刑は、矯正不能な犯罪者を一般社会に復して再び害悪が生じることがないようにするために、犯罪者の排除を行う」ということになる。しかし、より正確に「特別予防」の意味をとると、「特別予防」とは犯罪者を刑罰により矯正し、再犯を予防することを意味するため、犯人を殺してしまう「死刑」に特別予防の効果はない。仮釈放のない絶対的終身刑にも同様のことがいえる。
日本やアメリカなど、死刑対象が主に殺人以上の罪を犯した者の場合、死刑は他人の生命を奪った（他人の人権・生きる権利を剥奪した）罪に対して等しい責任（刑事責任）を取らせることになる。
一般的な死刑賛成論者は予防論と応報刑論をあげるが、応報論の延長として敵討つまり、殺人犯に対する報復という発想もある。近代の死刑制度は、被害者のあだ討ちによる社会秩序の弊害を国家が代替することでなくす側面も存在する。国家の捜査能力が低い近代以前は、むしろ仇討ちを是認あるいは義務としていた社会もあり、それは被害者家族に犯罪者の処罰の責任を負わせて、もって捜査、処罰などの刑事制度の一部を構成させていたという側面もある。
殺人などの凶悪犯罪では、裁判官が量刑を決める際に応報は考慮されている。基本的には近代刑法では応報刑を否認することを原則としているが、実際の懲役刑の刑期の長短などは被害者に与えた苦痛や、自己中心的な感情による犯行動機があるなど酌量すべきでないなど、応報に基づいて行われている。ただし、死刑の執行方法は被害者と同様（たとえば焼死させたからといって火あぶりに処すなど）の処刑方法でなく、「人道的」な方法が取られる。
日本では、日本国憲法下で初めて死刑を合憲とした判決（死刑合憲判決、最高裁判所昭和23年3月12日大法廷判決）において、応報論ではなく威嚇効果と無力化効果（隔離効果）による予防説に基づいて合憲とされた。

### 抑止効果
個別の刑罰の特別抑止（再犯抑止）効果を除いた一般抑止効果は、死刑や、終身刑およびほかの懲役刑も含めて、統計上効果が実証されていない。一般論として、死刑反対派は「死刑による犯罪の一般抑止効果の統計的証拠がないこと」、死刑賛成派は「死刑代替刑による威嚇効果が十分でないこと」を指摘する。抑止効果の分析方法には地域比較と歴史的比較がある。地域比較では国や州の制度の違いによって比較が行われる。
地域比較としては、アメリカ合衆国の1960年から2010年までの、「死刑制度がない州・地域」と「死刑制度がある州・地域」の殺人発生率を比較（死刑がない州地域とある州の数は時代の進展とともに変化している）すると、死刑制度がある3州の殺人率の平均値は死刑制度がない州や地域と、いずれの年度も近似値であり統計上有意な差異は確認されていない。
主要工業国（先進国・準先進国）で死刑を実施している国としては、日本、アメリカ合衆国、シンガポール、台湾などがあるが、アメリカ合衆国の殺人率は先進国の中では高く他国の殺人率は低いので、個々の国の殺人率は死刑制度の有無や刑罰制度の重軽により決定されるわけではなく、殺人に対する死刑の一般抑止効果としては、国や州や地域別の比較には意味がないとの指摘もある。
時代的比較では、死刑が廃止された国での廃止前・廃止後を比較する試みがされる。しかし様々な制度や文化、教育、経済など様々な社会環境の変化も伴うため、分析者によってさまざまな結論が導き出されており、それだけを取り出して検討するのは困難である。ただし現段階においては、廃止後に劇的に犯罪が増加・凶悪化した例はこれまでにはなく、また劇的に犯罪が減少した例もない。
精神科医・作家の加賀乙彦は著書『死刑囚と無期囚の心理』の中で、確定死刑囚44人を調査した結果、犯行前や犯行中に自分が犯している殺人行為によって死刑になるかどうかを考えた者はいなかったと報告している。この結果を見て、犯行後に死刑を回避するため目撃者さえ殺害したものまでいたため、無我夢中に殺人をしたものに対する犯罪抑止力はほとんど期待できないと結論付けた。ただし、死刑の可能性を考慮して殺人行為を思い止まった者は、当然、死刑囚にはならないので、死刑の抑止力が働かなかった者だけを例にあげて死刑の抑止力がないと主張するのは無理がある。
自分自身の生命すら省みない自暴自棄な者や、行政機構による自身の殺害を望む自殺志願者、殺人による快楽のみを追い求める自己中心的な、いわゆる「シリアルキラー」には抑止力が働かない例がある。アメリカでは、死刑制度のある州でわざわざ無差別に殺人を犯す者、死刑廃止州で終身刑で服役している囚人が死刑存置州で引き起こした殺人事件を告白し自ら望んで死刑になる者が存在する。例えば、死刑制度のないミシガン州から死刑存置州のイリノイ州に転居して8人を殺害したリチャード・スペックや、死刑廃止州のミネソタ州と死刑存置州のアイオワ州の双方で殺人を犯したチャールズ・ケリーやチャールズ・ブラウンはいずれもアイオワ州で裁判を希望して死刑を受け入れたという。また、死刑執行直前になってもアルバート・フィッシュは「最高のスリル」と待望していたとの説があるが、彼のようなシリアルキラーは他人の生命ばかりか自身の生命の保持すら関心がないので、死刑になることを恐れないなど、自己保身のために犯行を躊躇することはない。アメリカのシリアルキラーのみについていえば死刑の威嚇効果は期待できない。
作家石川達三は、著書『青春の蹉跌』の中で死刑存続論の論拠として
- 「人を殺した者は、彼も亦生命を奪われねばならない」という応報的法的確信
- 威嚇的効果の期待
- 犯罪者の完全隔離

を揚げ、「（死刑は）当然廃止せられるべき」であるが「直ちにこれを廃止するためには、社会の実情がなお整っていない」と主人公に言わせている。

## 死刑の方法
2024年時点で、事実上廃止国を除いた54か国の死刑存置国で行われている、処刑方法は以下の通り。

### 一覧

#### 絞首
日本、韓国、北朝鮮、 マレーシア、エジプト、イラン、ヨルダン、イラク、パキスタン、バングラデシュ、シンガポール他
韓国は、1997年12月30日に23人を死刑執行してから行われておらず、事実上死刑廃止国として扱われている。

#### 電気椅子
米国アラバマ州、フロリダ州、サウスカロライナ州、アーカンソー州、ケンタッキー州、テネシー州、オクラホマ州、ミシシッピ州。
ただし、州によって条件が異なり、アラバマ州、フロリダ州、サウスカロライナ州は処刑対象者が薬殺刑を選択できるが、アーカンソー州（1983年7月3日）、ケンタッキー州（1998年3月30日）、テネシー州（1999年）、ミシシッピ州（1984年6月30日）の場合は、死刑判決がカッコ内の年月日以前に受けた場合でないと、選択できない。
更にオクラホマ州は、薬殺刑の執行が不可能な場合にのみ、銃殺か電気処刑の選択が出来るように運用されている。
そして、ネブラスカ州は、かつて電気処刑による死刑執行が行われたが、2008年2月に同州最高裁判所が憲法違反判決を出したため、翌年に、薬物注射による死刑に切り替えている。

#### 有毒ガス吸入（ガス室、ガス殺）
米国アリゾナ州、カリフォルニア州、ミズーリ州、ノースカロライナ州。ただし処刑対象者が薬殺刑を選択できる。
コロラド州、メリーランド州は、かつてガス殺刑も選択すれば執行できたが、前者は2013年に、後者は2020年に死刑が廃止された。
またミシシッピ州もガス殺刑を選択できたが、1998年に選択から削除されている。
そして米国国内で、1977年の死刑再開以降、ガス殺刑で執行されたのは11件であり、1999年3月3日のアリゾナ州でのドイツ国籍を有するウォルター・ラグランドの執行を最後に米国国内で行われていない。
アリゾナ州のガス室での死刑執行を巡っては、使用されるガスがホロコーストで用いられたのと同じシアン化水素（チクロンBの主成分）であるとして、ユダヤ人コミュニティからの批判を受けている。

#### 薬物注射
中華人民共和国(主に経済犯罪に対して。ただし、以下の北京を始めとした一部地域では、罪種問わず。)、タイ王国、ベトナム、米国の連邦・軍・死刑制度存置州
中華人民共和国において、2020年12月時点で、昆明・長沙・成都・北京・深圳・上海・広州・南京・重慶・杭州・瀋陽・大連・鞍山・平頂山・焦作市・武漢・黒竜江省・ウルムチで薬殺刑が完全導入されており、大部分は都市である。そして、地方人民法院によって、死刑執行方法の運用が異なり、財政支援がないことや無用なトラブルを避けることを理由に薬殺刑に消極的になっている所がある。そのため、同じ汚職の罪である者は銃殺刑により執行され、別の者は北京で執行されたため、薬殺刑となったケースが生じ、不公平さを露呈している。

#### 窒素ガス吸入
米国・アラバマ州で2024年1月に世界で初めて執行された。マスクを通して高純度の窒素ガスを体内に最長15分間送り込まれ、低酸素症を誘発させ死亡させるものとなっており、薬殺刑に用いる薬剤の入手が困難になったための代替の処刑方法として、アラバマ州、オクラホマ州、ミシシッピ州の3州で死刑執行方法として認められている。
初めて執行された当該死刑囚は2022年に薬物注射による処刑に失敗していたため、今回窒素ガスによる処刑が試みられることとなったが、一部の医療専門家や国連の人権高等弁務官側から「死刑囚が激しく痙攣したり、死に至らずに植物状態になったりするなど、さまざまな悲惨な事態を引き起こす恐れがある」「国際人権法が禁止する拷問やその他の残虐で非人道的な処遇、または尊厳を傷つける処遇に当たる可能性がある」と処刑の停止を求めていた。死刑囚側が起こした執行の差し止めを連邦最高裁が却下したため、2024年1月25日、アラバマ州アトモアのホルマン矯正施設で初の窒素ガス吸入による死刑が執行された。窒素ガス吸引後、死刑囚は身をよじらせ、呼吸が荒い状態が約5分間続き、死に至ったとされる。

#### 銃殺
ベラルーシ、中華人民共和国(主に一般犯罪に対して。ただし、北京を始めとした一部地域は、罪種問わず薬殺刑)、キューバ、北朝鮮、ソマリア、インドネシア、イラン、イエメン、アフガニスタン・アメリカ合衆国アイダホ州・ユタ州・オクラホマ州・ミシシッピ州・サウスカロライナ州、死刑を実施するすべての国で死刑囚の身分が現役軍人の場合。
銃殺刑は軍法会議にかけられた軍人に対する最も重い刑罰として定められている国が多く、日本でも戦前には陸軍や海軍で適用されていた。銃殺刑に処せられることは軍人にとって名誉なことであるとの考え方もあり、第二次世界大戦後、戦犯とされた枢軸国側の軍人の処刑に絞首刑を用いた連合国側は「何故、銃殺の名誉を与えないのか」などと批判された。
日露戦争時、シベリア東清鉄道の破壊工作中にロシア軍に捕らえられた横川省三と沖禎介は、絞首刑を求刑した検察官に対し異議を唱え「どうか軍人に対する礼をもって、銃殺刑に処していただきたい」と嘆願した。裁判長は、慎重な審議の末、二人を軍人として扱い、銃殺刑とすることを決めた。判決を聞いた二人は満足そうに笑みを浮かべ、裁判長達に向かい深々と一礼したという。処刑当日、死刑執行官は、射撃手に「射撃用意」と命じ、「愛をもって撃て」と付け加えた。尊敬すべき二人の日本人が苦しまないように正しく心臓を狙えとの配慮である。二人は最期に「天皇陛下万歳」と叫び、生涯を終えた。
アメリカでは2025年3月時点で前述の5州のみあり、各州に条件があり、アイダホ州とオクラホマ州は薬殺刑が執行不可能である場合であり、ユタ州は2004年5月3日以前に死刑が確定した死刑囚で銃殺刑を選択した場合で、ミシピッピ州・サウスカロライナ州は死刑囚が選択した場合に執行される。
1977年の死刑執行再開以降、アメリカ国内で銃殺刑に処されたのが4件のみであり、4件のうち3件の銃殺刑を執行したユタ州では、2004年5月4日以降、銃殺刑を選択することを禁じられたが、2015年3月23日に薬殺刑の執行が不可能である場合に限って認められることとなった。残りの1件は、サウスカロライナ州で2025年3月7日に執行されたものである。
サウスカロライナ州では、2021年5月14日、死刑執行用の薬物が入手できず執行出来ない状況を打破するため、電気椅子だけでなく、銃殺刑も薬殺刑が執行不可能である場合に選択できるような法律が成立し、薬物注射・電気椅子・銃殺の3つの執行方法から死刑囚が選択して、選択した方法で執行することとなった。ブラッド・シグモン死刑囚は、薬物注射を選択した死刑囚の死亡を医師が確認するまで20分以上かかったことを聞き、銃殺を選択したとされている。
イエメンのフーシ派勢力支配地域では、治安要員による銃殺刑後に、クレーンにより銃殺刑後の死体が吊るされる。
アフガニスタンでは、ターリバーンの再掌握後の2021年以降は、銃殺刑の執行を被害者遺族が行っている。
キューバは2003年、イランは2008年、インドネシアは2016年を最後に銃殺刑での執行は行っておらず、キューバとインドネシアは、その年を最後に執行自体を行っていない。

#### 斬首
サウジアラビア、ナイジェリア北部（特定の種類の犯罪でシャリーア裁判所で死刑判決を下された場合）
イランも斬首刑が行われていたが、2001年を最後に執行されていない。また、ナイジェリアのシャリーア裁判所では不倫や殺人、同性愛行為に対し死刑判決を下してきたが、現在までに死刑が執行されたことはない。

#### 石打ち
アフガニスタン、アラブ首長国連邦、イエメン、イラン、サウジアラビア、スーダン、ブルネイ、ナイジェリア北部、モーリタニア
シャリーアの刑罰として、主に不倫や同性愛行為をした場合に行われる。
ただし、アラブ首長国連邦、ナイジェリア北部は執行された例がなく、イエメンも滅多に執行されることはない。また、ブルネイは国際批判により、死刑執行自体を2019年5月5日より一時停止している。そして、モーリタニアも1987年の執行を最後に、死刑の執行は行われていない。更に、アフガニスタンは2001年のタリバーン政権崩壊から2021年のタリバーンの武力によるアフガニスタンの全土掌握がなされるまで、同性愛を理由とした死刑執行はされておらず、再掌握後もメディアからの報道より、2025年4月11日時点で執行は、銃殺刑による公開処刑はあれど石打ち刑に関しては、確認されていない。
その他にも、北朝鮮にてハンマーによる撲殺刑が行われたケースもある。

### 公開処刑
アフガニスタン、イラン、北朝鮮、サウジアラビア、ソマリア、イエメン（フーシ派勢力支配地域）などで行われる。
また、中国では以前は公開処刑がテレビで放送されていたほか、バスに死刑執行（薬殺刑）設備を積んだ移動死刑設備がある。

### ギャラリー
- イギリスでの絞首台と縄（絞首刑）
- フィリピンでのガローテ(鉄環絞首刑）
- 電気椅子（電気処刑）
- ガス室（ガス殺刑）
- 致死薬注射（薬殺刑）
- メキシコでの銃殺刑
- 1906年、コロンビアにおける反逆者の銃殺処刑
- 斧を用いた斬首刑に処される、ジャックリーの乱の指導者たち
- バーデンでのギロチン（複製品）
- アステカでの石打ち刑
- 火刑に処されるアヴァクームを描いた絵画

### 死刑執行人
死刑の執行は罪人を殺すという行為を実際に行う者で死刑執行人と呼ぶ。
ヨーロッパ諸国や明治時代以前の日本では、中世時代から死刑執行を業務とする死刑執行人が存在していた。
アメリカや明治以降の日本などでは刑務官が行っている（なお、ヨーロッパ諸国では死刑は廃止されているため、死刑執行人も現存しない）。

## 各国の死刑

### 死刑執行数順位
|      | 国             | 2024年の執行数（アムネスティ・インターナショナルによる調査） |
| ---- | -------------- | --- |
| 1位  | 中華人民共和国 | 1000人以上。2023年は少なくとも3,000人の死刑執行がされている。 2018年推定では、少なくとも2000人。 |
| 2位  | イラン         | 少なくとも972人（推定） 別の団体であるイラン人権モニターによれば少なくとも993人が2024年に執行されている。 |
| 3位  | サウジアラビア | 少なくとも345人（推定） |
| 4位  | イラク         | 少なくとも63人（推定） |
| 5位  | イエメン       | 少なくとも38人（推定） |
| 6位  | ソマリア       | 少なくとも34人（推定） |
| 7位  | アメリカ合衆国 | 25人 |
| 8位  | エジプト       | 13人 |
| 9位  | シンガポール   | 9人 |
| 10位 | クウェート     | 6人 |
| 11位 | オマーン       | 3人 |
| -位  | アフガニスタン | 未発表。少なくとも2024年に殺人罪で3人の男性が公開処刑されている。 そして、コーネル大法科大学院の死刑問題研究グループによれば、2022年に1人執行。 ターリバーンの再掌握前は、2018年に少なくとも3人執行していた。 |
| -位  | 北朝鮮         | 未発表。2013年は少なくとも推定82人が公開死刑執行されている。また、2008年には少なくとも推定161人が公開死刑執行されている。                                                                                     |
| -位  | シリア         | 未発表。2021年は、少なくとも24人（推定） |
| -位  | ベトナム       | 未発表。2018年の執行数は少なくとも推定85人であった。 |

注：パレスチナ は、2023年10月7日に開戦したレスチナ・イスラエル戦争により、集計できなかったため不明。2022年において5人の死刑執行されており、全てガザ地区（実質ハマースが統治）で行われた。
（参考）19世紀のヨーロッパ諸国（イギリスは別途、18世紀後半も含めた期間のデータ）及び日米の死刑宣告数（日米除く）及び死刑執行数
| 国名           | 期間           | 全体           | 全体           | 1年平均        | 1年平均        | 執行率 (%) | 死刑廃止年 | 最後の 死刑執行年       |
| 国名           | 期間           | 死刑宣告数(人) | 死刑執行数(人) | 死刑宣告数(人) | 死刑執行数(人) | 執行率 (%) | 死刑廃止年 | 最後の 死刑執行年       |
| -------------- | -------------- | -------------- | -------------- | -------------- | -------------- | ---------- | ---------- | ----------------------- |
| イギリス       | 1847年～1860年 | 787            | 141            | 56.2           | 10.1           | 17.9       | 1998年     | 1964年 （イングランド） |
| イギリス       | 1865年～1867年 | 73             | 29             | 24.3           | 9.7            | 39.7       | 1998年     | 1964年 （イングランド） |
| フランス       | 1861年～1865年 | 108            | 72             | 21.6           | 14.4           | 66.7       | 1981年     | 1977年                  |
| ベルギー       | 1832年～1855年 | 613            | 47             | 18.ｓ0         | 1.4            | 7.7        | 1996年     | 1950年                  |
| ポーランド     | 1849年～1862年 | 327            | 65             | 23.4           | 4.6            | 19.9       | 1997年     | 1988年                  |
| オーストリア   | 1860年～1863年 | 103            | 12             | 25.8           | 3.0            | 11.7       | 1968年     | 1950年                  |
| スウェーデン   | 1857年～1860年 | 325            | 29             | 81.3           | 7.3            | 8.9        | 1972年     | 1910年                  |
| プロイセン     | 1818年～1865年 | 1372           | 449            | 28.6           | 9.4            | 32.7       | 1987年     | 1981年                  |
| (その他)       |                |                |                |                |                |            |            |                         |
| 日本           | 1872年         | -              | -              | -              | 1,134          | -          | -          | -                       |
| 日本           | 1897年         | -              | -              | -              | 21             | -          | -          | -                       |
| 日本           | 1890年～1899年 | -              | 514            | -              | 51.4           | -          | -          | -                       |
| アメリカ合衆国 | 1825年～1849年 | -              | 894            | -              | 35.8           | -          | -          | -                       |
| アメリカ合衆国 | 1850年～1874年 | -              | 1,364          | -              | 54.6           | -          | -          | -                       |
| アメリカ合衆国 | 1875年～1899年 | -              | 2,521          | -              | 100.8          | -          | -          | -                       |
| イギリス ·     | 1770年～1830年 | 35,000         | 7,000          | 573.8          | 114.8          | 20.0       | 1998年     | 1964年 （イングランド） |

- ヨーロッパ諸国の死刑宣告数及び死刑執行数は、1876年（明治9年）10月13日に行われた元老院会議の改定律例249條1項改正ノ件（號外第16號意見書）第3議会における細川潤次郎の発言による[58]。
- プロイセンの死刑廃止年と最後の死刑執行年は、どちらも東ドイツである。
- 1770年～1830年に行われたイギリスの死刑宣告数及び死刑執行数は、「死刑の在り方についての勉強会」 の添付資料による[59]。
- 日本の死刑執行数は、明治6年政表[60]と日本政表第2号[61]及び昭和43年版白書[62]と1872年の死刑に関する旧日本陸軍の記録[63][64][65]と第49回陸軍省統計年報[66]と明治22年版・明治26年版・明治32年版の海軍省報告[67][68][69]に有る1872年（明治5年）～1900年（明治33年）の中で、最多年（1872年[明治5年]）と英照皇太后崩御による恩赦[70]により死刑執行が少なかった最少年（1897年［明治30年]）及び1890年代の累計死刑執行数と1年平均死刑執行数を掲載している。
ただし最多年の死刑執行数は、鞠山騒動によりこの年の4月3日に敦賀県の裁判で自裁が下され自裁した4人[71]と加賀本多家旧臣の敵討ち（明治の忠臣蔵と言われている。本多政均暗殺事件に関わった人物らを加賀本多家旧臣ら15人により殺される。また、1873年（明治6年）2月7日布達の太政官第37号「復讐禁止令」が出される以前の最後の仇討ちである。）により、この年の11月4日に石川県刑獄寮の裁判で自裁が下され自裁した旧臣12人、キリスト教信仰を理由に11月25日の京都で秘密裏に獄内で死刑執行された市川栄之助（公式発表では獄死）がいるが、それら17人の死刑執行は含まれていない[72]。また、1894年の旧日本海軍の死刑執行数も不明のため、含まれていない。
- アメリカはNPO団体『死刑情報センター(Death Penalty Information Center)』の「EXECUTIONS OVERVIEW　Executions in the U.S. 1608-2002: The Espy File」[73]とブリタニカによる運営サイト「ProCon.org 」の「US Executions」の1825年～1899年の間のデータである[74]。

### アジア
アジア（日本を除く）では中華人民共和国やサウジアラビア、イランなどの死刑執行数が多い。またシンガポールは厳罰主義であり、軽微な触法行為に対しても刑罰を加えていることで有名である。また北朝鮮では裁判によらない即決による公開処刑が行われているとの報道もある。なお、アジア諸国で死刑存置国はイスラム教国や東アジアに多い。
2015年～2024年の間にアジア諸国で死刑執行のあった国は下表より、推定も含めて26ヶ国あった。その内12ヶ国は執行のあった年は10年中5年未満であった。また、5年以上執行のあった14ヶ国の内、国民の大多数がイスラム教を占める国・地域の9ヶ国、漢字文化圏4ヶ国及びシンガポール（儒教の倫理観が根強い地域）であった。
前者に属する諸国の中で、イラン・イラク・サウジアラビアが数十～数百の執行を行っている。一方で、これら3ヶ国と同じ中東諸国でもバーレーン・ヨルダン・クウェート・オマーン・カタール・アラブ首長国連邦は、死刑執行の頻度が少なく、ヨルダンを除き1桁の執行である。また、パレスチナは死刑執行の頻度が多いが、基本1桁の執行であり、2018年～2021年の4年間は死刑執行が無かった。なお、パレスチナの死刑は、ヨルダン川西岸地区（実質アッバス政権が統治）では2003年以降は執行が行われておらず、表中にある死刑執行は全てガザ地区（実質ハマースが統治）で行われた。
また、他のイスラーム教が多くを占めるマレーシアとインドネシアも1桁の死刑執行を行っていた。
マレーシアは2018年10月に死刑廃止の検討を表明し、一時停止しため2018年以降執行されておらず、2023年7月には殺人やテロなど11の重罪で有罪になった場合、自動的に死刑となる制度が廃止され、同年9月12日には過去の死刑判決を見直す法律が施行された。この法律により、2024年5月29日に開かれたマレーシア連邦裁判所の再審により、麻薬密売により2015年に死刑判決が確定された日本人女性が禁錮30年へ減刑されている。

インドネシアは、2017年以降執行されておらず、2009年～2012年の間は一時停止していた。
そして、パキスタンは2015年に推定341人という3桁の死刑執行が行われていたが、2016年～2019年は2桁の執行であり、2020年以降は執行されておらず、2023年7月には薬物関連の犯罪に対して死刑廃止する法律が施行されている（ただし、不同意性交は殺人を伴わなくても対象となる。）。なお、2008年12月～2014年11月の間は、テロ行為を含めた一般刑法犯に対する死刑執行を一時凍結していた（ただし軍による執行であることを理由に、2012年10月26日に上官含め3人を殺害した兵士が絞首刑により執行されている。）。
漢字文化圏の場合、世界で最も多いと推定され、数千単位で執行される中国のみならず、推定であるが北朝鮮・ベトナムにおいては、3桁の執行が行われていた。そして、3ヶ国とも共産主義政党が事実上の一党独裁を行っている。ただし、共産主義政党が事実上の一党独裁を行っている国でも、ラオスは1989年以降死刑執行を行っておらず、キューバも2003年を最後に執行されていない。
そして、2025年4月14日のアムネスティ報告書の調査によれば2024年に世界15ヶ国で少なくともは は1,518人の死刑（ただし、中国や北朝鮮、ベトナムやシリア、アフガニスタンでは未発表の為、 2人とカウントして含めていること、パレスチナは2023年10月7日に開戦したレスチナ・イスラエル戦争により、未集計であることに留意する。）が執行された。最多の中国は、執行数を公表していないが、少なくとも3,000人（2023年推定）は執行されていると推定されるため、年が違えどアムネスティ・インターナショナルの死刑執行推定数に含めた場合、世界の死刑執行数の約66%を占めることとなる。世界人口の5分の1が中国に集中していることを考慮しても、世界の主要国の中では、死刑執行率も格段に高い。そして中華人民共和国では、殺人だけでなく麻薬犯罪や汚職事件で有罪になった場合も死刑になる。ただし、死刑になる最も多い犯罪は、主に殺人と薬物関連による犯罪である。また、2008年の北京オリンピック開催直前までは公開処刑が行われていた。中国政府は「犯罪抑止力のために必要だ」と主張しているが、中国の人権問題として国際社会の批判を受けている。
| 国名 | 2015                    | 2016                    | 2017                 | 2018                 | 2019                 | 2020                 | 2021                 | 2022                 | 2023                 | 2024                 |
| 漢字文化圏（共産国） | 漢字文化圏（共産国）    | 漢字文化圏（共産国）    | 漢字文化圏（共産国） | 漢字文化圏（共産国） | 漢字文化圏（共産国） | 漢字文化圏（共産国） | 漢字文化圏（共産国） | 漢字文化圏（共産国） | 漢字文化圏（共産国） | 漢字文化圏（共産国） |
| --- | ----------------------- | ----------------------- | -------------------- | -------------------- | -------------------- | -------------------- | -------------------- | -------------------- | -------------------- | -------------------- |
| 中国 | 2,400                   | 2,000                   | 2,200                | 2,000                | -                    | 3,000+               | 3,000+               | 3,500                | 3,000+               | -                    |
| 北朝鮮 | 3+                      | 64+                     | 5+(?)                | 2+                   | 8+                   | 18+                  | 5+                   | 4+                   | 12+                  | 36+                  |
| ベトナム | 429+ （2013年～2016年） | 429+ （2013年～2016年） | -                    | 85+                  | -                    | -                    | 0?                   | -                    | -                    | -                    |
| 漢字文化圏（その他） |                         |                         |                      |                      |                      |                      |                      |                      |                      |                      |
| 日本 | 3                       | 3                       | 4                    | 15                   | 3                    | 0                    | 3                    | 1                    | 0                    | 0                    |
| 台湾 | 6                       | 1                       | 0                    | 1                    | 0                    | 1                    | 0                    | 0                    | 0                    | 0                    |
| 東南アジアとインド |                         |                         |                      |                      |                      |                      |                      |                      |                      |                      |
| シンガポール | 4                       | 4                       | 8                    | 13                   | 4                    | 0                    | 0                    | 11                   | 5                    | 9                    |
| ミャンマー | 0                       | 0                       | 0                    | 0                    | 0                    | 0                    | 0                    | 4                    | 0                    | 0                    |
| タイ | 0                       | 0                       | 0                    | 1                    | 0                    | 0                    | 0                    | 0                    | 0                    | 0                    |
| インド | 1                       | 0                       | 0                    | 0                    | 0                    | 4                    | 0                    | 0                    | 0                    | 0                    |
| イスラーム圏（東南アジア） |                         |                         |                      |                      |                      |                      |                      |                      |                      |                      |
| バングラデシュ | 3                       | 10                      | 6                    | 0                    | 1                    | 2                    | 5                    | 4                    | 5                    | 0                    |
| インドネシア | 14                      | 4                       | 0                    | 0                    | 0                    | 0                    | 0                    | 0                    | 0                    | 0                    |
| マレーシア | -                       | 9                       | 4                    | 0                    | 0                    | 0                    | 0                    | 0                    | 0                    | 0                    |
| イスラーム諸国（中央アジア） |                         |                         |                      |                      |                      |                      |                      |                      |                      |                      |
| アフガニスタン | 1                       | 6                       | 5                    | 3+                   | 0?                   | 0                    | 0+                   | 1                    | 1+                   | 3+                   |
| パキスタン | 341                     | 87                      | 60                   | 14                   | 14                   | 0                    | 0                    | 0                    | 0                    | 0                    |
| イスラーム諸国（中東の人口1500万以上の国） |                         |                         |                      |                      |                      |                      |                      |                      |                      |                      |
| イラン | 1,052+                  | 545+                    | 524+                 | 285+                 | 280+                 | 267+                 | 366+                 | 582+                 | 853+                 | 993+                 |
| イラク | 26+                     | 101+                    | 125+                 | 52+                  | 100+                 | 45+                  | 17+                  | 11+                  | 16+                  | 63+                  |
| イエメン | 8+                      | 0                       | 2+                   | 4+                   | 2+                   | 5+                   | 14+                  | 4+                   | 15+                  | 38+                  |
| サウジアラビア | 158+                    | 154+                    | 146+                 | 149+                 | 184+                 | 27                   | 69                   | 196                  | 172                  | 345+                 |
| シリア | -                       | -                       | -                    | -                    | -                    | -                    | 24+                  | -                    | +                    | -                    |
| イスラーム諸国（中東の人口1500万未満の国） |                         |                         |                      |                      |                      |                      |                      |                      |                      |                      |
| バーレーン | 0                       | 3                       | 0                    | 0                    | 3                    | 0                    | 0                    | 0                    | 0                    | 0                    |
| ヨルダン | 2                       | 0                       | 15                   | 0                    | 0                    | 0                    | 0                    | 0                    | 0                    | 0                    |
| クウェート | 0                       | 0                       | 7                    | 0                    | 0                    | 0                    | 0                    | 7                    | 5                    | 6                    |
| オマーン | 2                       | 0                       | 0                    | 0                    | 0                    | 4                    | 0+                   | 0                    | 0                    | 3                    |
| パレスチナ | 0                       | 3                       | 6                    | 0                    | 0                    | 0                    | 0                    | 5                    | +                    | -                    |
| カタール | 0                       | 0                       | 0                    | 0                    | 0                    | 1                    | 0                    | 0                    | 0                    | 0                    |
| アラブ首長国連邦 | 1                       | 0                       | 1                    | 0                    | 0                    | 0                    | 1+                   | 0                    | 0                    | 0                    |
| - 死刑執行数は、一部の例外を除きコーネル大法科大学院の死刑問題研究グループが出しているデータを用いている。2021年・2022年は、コーネル大法科大学院の死刑問題研究グループとアムネスティ・インターナショナルが出しているデータで執行数が多い方を採用している。 - 中国の2020年～2023年の死刑執行数は、アメリカを拠点とする人権団体「中米対話基金」が発表した2020年度～2023年度報告書から用いている。 - 北朝鮮の2023年はデイリーNKで「死刑」、「公開処刑」で検索して2023年中に死刑が執行されたことを確認できた人数と東京新聞の記事（2023年10月11日18時4分発表）で確認できた1人を加えた数である。2024年はデイリーNKで「処刑」で検索して2024年中に死刑が執行されたことを確認できた人数であり、2024年7月末に発生した鴨緑江周辺の水害の責任を取る形で死刑執行された党幹部の人数は最少の人数（20人）で集計している。 - ベトナムの死刑執行人数の「429+」は、2013年～2016年の間の死刑執行数であり、年ごとの按分が不明のため、そのままの値で記載している。 - ミャンマーでは、2021年に起きたクーデター発生から2022年1月26日までの約1年間でヤンゴン管区内において市民など101人が死刑判決を受けている。 - イランは、いくつかの団体が出した推定数の中で、最も多い推定数のデータを用いている。また、2019年～2022年と2024年のセルにある脚注のURL先をクリックする際、絞首刑の画像を閲覧する可能性があることに注意する。 - アフガニスタンは、2022年～2024年は、メディアの報道によって死刑執行が確認された人数である。 - シリアの死刑執行人数に裁判を経ずに執行された者は含まれていない。アサド政権時にサイドナヤ刑務所において2011年から2015年までの間に約1万3,000人が裁判を経ずに死刑執行され、2018年から2021年の間に少なくとも拘束者500人が公平な裁判も無く死刑執行されたと推定されている。 - パキスタンの2024年に関しては、2023年10月7日に開戦したレスチナ・イスラエル戦争により、集計できなかったため不明。 - 表の「+」は、死刑執行数が、あくまでメディア等で確認された執行数である為、データよりも多く行われた可能性があることを示している。 - 表の「?」は、北朝鮮の場合は、司法手続きをした上での執行であるか不明である為、?としており、アフガニスタン（2019年）とベトナム（2021年）は、執行が無かったか確証が無いため?としている。 - 表の「-」は、執行数は不明である。 |                         |                         |                      |                      |                      |                      |                      |                      |                      |                      |

#### 日本
日本において死刑判決を宣告する際には、永山則夫連続射殺事件で最高裁（昭和58年7月8日判決）が示した死刑適用基準の判例を参考にしている場合が多い。そのため永山基準と呼ばれ、第1次上告審判決では基準として以下の9項目が提示されている。
1. 犯罪の性質
2. 犯行の動機
3. 犯行態様、特に殺害方法の執拗性、残虐性
4. 結果の重大性、特に殺害された被害者の数
5. 遺族の被害感情
6. 社会的影響
7. 犯人の年齢
8. 前科
9. 犯行後の情状

以上の条件のうち、たとえば4項では「被害者2人までは有期、3人は無期、4人以上は死刑」といった基準があるようにいわれるが、実際の判例では事件の重要性などに鑑みながら決定しており、被害者が1人のみの場合でも死刑の可能性は十分にありえる（詳細は日本における死刑#死刑の量刑基準を参照）。

#### 中華人民共和国
執行方法は銃殺刑が基本であるが、薬殺刑を完全導入している地域で死刑執行する場合や賄賂の授受等の経済犯罪（全てではないが）は薬殺刑で執行される。なお、死刑が適用される犯罪行為としては、賄賂の授受や、麻薬の密売や、売春及び性犯罪などが挙げられる。しかも、致死の結果が生じない刑事事件でも死刑（または終身刑）が下されることがある。また、「死刑は犯罪を撲滅するための最大の切り札である」と司法当局が確信しているため、死刑の執行が大量に行われている。そのため、暴力による刑事事件だけでなく、「株式相場の混乱」といった経済事件にまで死刑判決が下されたことが実際にある。また、19世紀のアヘン戦争の教訓から、麻薬の密輸や密売といった薬物犯罪にも死刑が数多く適用されている。実際に、覚醒剤を中国から持ち出そうとした日本人4人にも死刑判決が出され、2010年4月6日に1人、同年4月9日に3人の死刑が執行されたことがある。
汚職は近年では、死刑になることは稀であるが、汚職によって得られた金額の大きさや社会的影響、2012年の第18回共産党大会以降に行われたものも含まれているか（この大会の一中全会で習近平が中国共産党中央委員会総書記に選出された。更に、習近平は「大トラもハエも一緒にたたけ」とのスローガンを掲げ、権力闘争の一面があると指摘を受けながらも反腐敗運動を展開している）によって、死刑判決が下されることがある。
中華人民共和国の刑罰体系では、一部の犯罪に関して下された死刑に執行猶予が付せられる規定（中華人民共和国刑法43条）がある（とはいえ、この執行猶予はいわゆる再教育を目指すものである。実際に反革命行為に対する死刑宣告を受けたものを死刑の重圧をかけて『労働改造』する目的があると言われている。著名な執行猶予付き死刑を宣告されたものに江青がいる）。
中国における死刑制度の問題点としては、三権分立が成り立っておらず、量刑の判断基準が政治的な意向に左右されやすいことが挙げられる。しかも、法治主義ではなく役人らの意向が強く反映されている人治主義であるため、近代的刑事訴訟手続が充分に行われていないとの指摘がある。これらの死刑制度の問題点は中国の人権問題として国際的批判の対象となっている。
実際、2018年11月20日に麻薬密輸の罪でカナダ人のロバート・ロイド・シェレンバーグに遼寧省大連市の中級人民法院により懲役15年の刑が下されていたが、控訴後に刑が軽すぎることを理由に差し戻しをされ、2019年1月14日に死刑判決が下されている。その後、控訴したが2021年8月10日に遼寧省の高級人民法院（日本の高等裁判所にあたる）により、棄却されている。背景には、アメリカ合衆国政府の要請によりカナダ政府によって2018年12月1日にファーウェイ最高財務責任者（CFO）孟晩舟が逮捕されたことに対する報復が指摘されている。この事件とは別に、スパイ容疑で別のカナダ人2人を逮捕されている。
その後、2025年3月19日にメラニー・ジョリー外相より2025年に入って、違法薬物関連の罪でカナダと他の国の国籍を持つ二重国籍者4人（4人の中にロバート・ロイド・シェレンバーグは含まれていない。）が死刑執行されたことが発表され、この出来事に対して外相は寛大な措置を中国に求めたにも関わらず無視する形になったと非難した。それに対して、中国外務省と在カナダ中国大使館は同月20日に死刑執行された4人は冤罪ではなく、中国の法律にのっとって対応しただけでカナダ政府は「中国の司法」を尊重し無責任な発言をするなと非難し返した。
また、2020年において2019年コロナウイルス感染症感染拡大防止対策の為に、最高刑が死刑である「公共安全危害罪」を過大解釈し、感染者が隔離治療を拒否して公共の場所に行ったり、公共交通機関を利用した場合も適用されるとし、地方政府によっては病歴や旅行・居住歴などを隠蔽し嘘をついた場合でも適用された。そのため、この罪により逮捕されるケースが生じた。また、この適用を決める過程で議会も通しておらず、三権分立を無視する形で行われている。
更に、2019年コロナウイルス感染症対策として実施が予定されていた移動制限の実務担当者2人を殺害した男性を事件発生から半年足らずで、死刑執行させた。なお、最高人民法院より、この男性は過去に暴行の罪で服役し、釈放から5年未満で犯行に及んだことにより死刑判決を下すきっかけにつながったことを発表している。
死刑の確定から執行の期間が短く、時として再審請求の余地が無いことも特徴である。2023年6月22日にビルからレンガを投げ落として通行人を死亡させた男性の裁判の例では、同年中に下級裁判所による死刑判決を経た後、2024年10月21日に中国最高人民法院（最高裁判所に相当）は被告の死刑判決を承認すると即時執行を命じている。
なお、過去にイギリスやポルトガルの植民地であった特別行政区の香港とマカオでは、中国への主権返還前に死刑制度が廃止されている。

#### シンガポール
死刑執行数を公開している国の中で一人当たり死刑執行率が高い国のひとつとして知られ、薬物取引や殺人・強姦などの犯罪に主に適用される。同時に犯罪率が低く治安の良さは世界トップクラスを維持している。2016年にシンガポール国立大学が実施した同国での意識調査によると、国民の92％が殺人に対する最高刑を死刑とすることを支持している。
また、2020年に関しては、6年振りに死刑執行が無かった。これは、訴訟を受けて死刑執行が保留になった背景があるが、新型コロナ感染症流行の影響に対する規制も原因の1つと言われている。
そして、2022年4月27日に約2年5ヵ月ぶりに執行されることとなった。執行者の知能指数が69であったため、知的障害がある者を執行したことに対して、物議が生じた。
その後、2023年7月26日に2018年にヘロイン30.72グラムを密輸した罪で約19年ぶりに女性（執行時年齢：45歳）の死刑執行が行われた。

#### 大韓民国
韓国は現在、1997年12月30日に23人が死刑執行されたのを最後に、金大中政権発足以降は死刑の執行命令はない。韓国では死刑執行方法は「絞首刑」としているが、軍刑法では敵前逃亡や脱走、抗命罪に対し最高刑として「銃殺刑」が規定されている。また国家反逆罪では最高刑は死刑である。犯行時18歳未満の場合、死刑は宣告されず最高懲役15年に処せられる。また身体障害者と妊婦の死刑は猶予される。
| 1948-1969 | 1948-1969 | 1948-1969 | 1948-1969 | 1948-1969 | 1948-1969 | 1948-1969 | 1948-1969 | 1948-1969 | 1948-1969 |
| --------- | --------- | --------- | --------- | --------- | --------- | --------- | --------- | --------- | --------- |
| 547       |           |           |           |           |           |           |           |           |           |
| 1970      | 1971      | 1972      | 1973      | 1974      | 1975      | 1976      | 1977      | 1978      | 1979      |
| 14        | 9         | 34        | 7         | 58        | 0         | 27        | 28        | 0         | 10        |
| 1980      | 1981      | 1982      | 1983      | 1984      | 1985      | 1986      | 1987      | 1988      | 1989      |
| 9         | 0         | 23        | 9         | 0         | 11        | 13        | 5         | 0         | 7         |
| 1990      | 1991      | 1992      | 1993      | 1994      | 1995      | 1996      | 1997      |           |           |
| 14        | 9         | 9         | 0         | 15        | 19        | 0         | 23        |           |           |

#### 朝鮮民主主義人民共和国
北朝鮮では主に1990年代から続く食糧不足や経済的困窮を背景に起きた事件の殺人犯、刑事犯、経済犯や、北朝鮮を脱出しようとして第三国で逮捕され北朝鮮へと送還されたいわゆる脱北者、及び国内で反体制活動などを行ったとされる政治犯に対して死刑を行っている。これらは祖国反逆罪、反国家目的破壊・陰害罪などの刑法によって行われる。
第三国に出国した多くの脱北者の目撃証言や、過去日本のメディアが入手した隠し撮り映像によれば執行方法は銃殺であり、都市の一部地域を使い公開群集裁判と呼ばれる公開裁判の一部で行われている。公開群集裁判には開かれる都市の、青少年を含んだ住民が呼び出され見学を強要される。裁判官によって死刑判決文が読まれた後は即処刑が行われる。
執行の形態としては、死刑囚1人に対し4人の執行官が自動小銃を用いて銃殺する。高射砲や犬を使用する場合もあり、その残虐性から国際社会より人権侵害との批判の声がある。死刑囚はこの時磔のようにされる事が多い。さらに死刑執行後は周囲の見学者たちに対し死刑囚（の遺体）に石などを投げつけ死刑囚の遺体を更に傷つける事を命令されるという事もあると言われている。処刑は都市部だけでなく強制収容所内においても行われている。正確なデータは存在しないが、かなり多い頻度でこうした死刑は行われていると言われている。

#### インド
1980年、インドの最高裁は死刑の判断例を「極めて稀な例」のみと制限したほか、2004年～2007年の間は死刑の執行をしなかった。このまま実質的に廃止されるかに思われたが、2008年、160人以上が死亡したムンバイ同時多発テロが発生。2012年、実行犯の死刑を執行したことから、死刑に対する議論は活発になった。最近では、不同意性交にも死刑を適用している。そして、2020年3月20日午前5時半に2012年に起きた集団レイプ事件の加害者4人が絞首刑により執行され、インドにとって1993年に起きたボンベイ爆破事件加害者の死刑執行から5年振りの執行となった。2024年現在の死刑囚は、564人存在するという。

#### 中東諸国
人口の大部分がムスリムである中東諸国では、死刑執行数が多い。インドネシアでは銃殺刑が法定刑であるが、イランやサウジアラビアではコーランの教えにある斬首刑（サウジアラビアのみ）や石打刑が行われている。
イランにおける実態については明らかではないが、人口当たりの死刑執行数は世界最多であると推測される。公開処刑が少なくとも2023年で7件（全員男性）行われており、18歳未満の死刑執行が5件行われている。更に、反政府的傾向を持つ者や政府に抗議する者や少数民族を政治的に弾圧する為に死刑を利用する傾向を強めている。また名誉の殺人に対する刑罰が軽く、「制度化された暴力」と非難されている。また、背教罪があり国教であるイスラム教シーア派とその下位に位置するとされるゾロアスター教、キリスト教、ユダヤ教の存在が認められている宗教以外の信者であるという理由だけで死刑になる可能性があり、実際に執行された例がある。コーランには、殺人であっても被害者遺族が許した場合には死刑の執行が免除されるとあるため、ムスリム同士の場合は金銭による示談（いわゆる血の賠償金）で死刑が免除される場合がある。
またサウジアラビアでは、出稼ぎ労働者については窃盗などの罪で死刑になる場合もあり、ムスリムと異教徒で刑の軽重に差があるとも言われている。更に、不同意性交の被害者が逆に犯罪者として死刑になる事例も存在する。
2020年に関しては、サウジアラビアは前年の184人から27人と8割半ば近く減少した。この理由に関してサウジアラビア政府側の説明では、薬物関連の犯罪での死刑執行が一時停止された影響によるものとされているが、2019年コロナウイルス感染症流行による社会的混乱とG20サミットの自国開催に伴う国際的批判を避けるために、開催期間中は死刑執行しなかったことが原因と見られている。その後は増加し、2024年は少なくとも345人と推定されており、アムネスティ・インターナショナルによれば、1993年以降で最も多く執行された年でもあった。そして、2022年に196人が執行されたが、その内の81人が2022年3月13日に重要な経済的標的への攻撃の計画や、治安部隊メンバーを標的とした攻撃または殺害・誘拐・拷問・不同意性交、サウジアラビア国内への武器の密輸などの罪状により死刑執行されている。執行された者の中にはイエメン人7人とシリア人1人いた。

### ヨーロッパ
過去、イギリスでは、1969年の廃止以降、IRAのテロが多発したため、保守党などから数度死刑復活案が唱えられたことがある。またノルウェーは、1945年にヴィドクン・クヴィスリングを死刑にするために特別に銃殺刑が復活している。1945年5月9日に死刑判決を受け、1945年10月24日に銃殺刑が執行された。
現在、欧州連合 (EU) 各国は、不必要かつ非人道的であることを理由として死刑廃止を決定し、死刑廃止をEUへの加盟条件の1つとしている。また欧州人権条約第3条で死刑を禁止するとともに、欧州評議会においても同様の基準を置いている。このため、現EU加盟国の中で死刑制度を存続している国は、1ヶ国も存在しない。
EU加盟を目指しているトルコ共和国はイスラム教国であるが、人権と基本的自由の保護のための条約の第13議定書に従い死刑制度を廃止した。
ベラルーシはヨーロッパで唯一の死刑存置国である。そのため、EU非加盟国であり、人権と基本的自由の保護のための条約第13議定書によって死刑を全廃した欧州評議会から排除されている。
ロシアは、ソ連時代末期の1988年に当時の民主化と人道主義の観点から、死刑の適用対象から60歳以上の高齢者と経済犯罪を除外した。その後は非常に悪質な故意殺人に対してのみ死刑制度が存置されていた。1996年の欧州議会加盟時に死刑執行を停止（99年まで執行があったチェチェン共和国を除く）。1999年に憲法裁判所は、陪審制をすべての地方で導入されるまでの暫定措置として死刑執行停止を決定した。しかし、一部の下級裁判所は死刑判決を継続した。執行停止は2007年初めに期限切れとなり、ロシアが2006年5月に欧州評議会議長国に就任したことをきっかけに、ヨーロッパ諸国から欧州人権条約の死刑廃止議定書（第13議定書）批准を求める声があがった。ロシアの憲法裁判所は2009年11月19日に、第13議定書を批准するまで死刑判決と執行を禁止すると決定した。これは、メドベージェフ大統領が死刑の廃止を支持していた背景がある。

しかし、ロシア憲法裁判所のワレーリィ・ゾルキン長官は死刑復活の可能性はあるとの認識を示し、廃止の動きは進んでいない。さらに、2022年ロシアのウクライナ侵攻後には、ロシアは欧州評議会脱退を宣言し、ロシアから幹部が送り込まれているといわれている自称ドネツク人民共和国はウクライナ軍捕虜に対し死刑判決を出した。
ドイツは、ヴィルヘルム3世の時代（1797年 - 1840年）はオーストリアの影響でブルシェンシャフトなどの市民活動が弾圧され、1836年の市民蜂起では運動家の学生ら数人に死刑が下された（ドイツにおける死刑を参照）。
2001年6月、欧州評議会は、死刑を存続している日米両国に対し2003年1月までに死刑廃止に向けた実効的措置の遂行を求め、それが成されない場合、両国の欧州評議会全体におけるオブザーバー資格の剥奪をも検討する決議を採択した。

### アフリカ
アフリカ54ヶ国のうち2023年12月31日時点で25ヶ国が死刑廃止している。また、ブルキナファソ・赤道ギニア・ジンバブエは通常犯罪のみ廃止している。法的に廃止された国とは別に14ヶ国が事実上の廃止国（過去10年以上執行がなされておらず、死刑執行をしない政策または確立した慣例を持っていると思われる国。死刑を適用しないという国際的な公約をしている国も含まれる）である。合計すると54ヶ国のうち死刑を行っていない国は39ヶ国である。政情が安定している南部諸国における廃止が目立つ。ただし、政情が安定している地域でも、アラブ圏ではイスラム法の影響もあり死刑存続している国が多い。フランスの文化的影響の強い西部アフリカ諸国は、死刑執行を一時停止しているか、国事犯を除く通常犯罪への適用を行っていない国が多い。
2015年～2024年の間で死刑執行された国はアフリカ諸国では7ヶ国しかなく、その内のチャド・ナイジェリアは執行された年が単年のみであり（赤道ギニアは2014年1月に殺人罪で9人執行、チャドは2015年8月29日の首都ヌジャメナで38人が死亡した自爆攻撃を行ったボコハラム戦闘員10人の銃殺刑執行。後の2020年に死刑廃止、ナイジェリアは2016年の3人の執行）、実質5ヶ国（ボツワナ・エジプト・ソマリア・南スーダン・スーダン）のみであり、ボツワナを除きアラビア半島の近くに位置する。更に、2016年～2022年までの傾向としては、エジプトが最も多く、次いでソマリアであり、どちらもイスラム教徒が9割以上を占めている国である。エジプトだけで少なくともアフリカ諸国全体の約5割を占め、ソマリアを含めた場合は少なくとも8割を占めていた。そして2023年以降においては、アフリカ大陸諸国で執行が確認された国はエジプト・ソマリアの2ヶ国である。ソマリアが最も多く死刑執行されていると推測されており、推定ながらアフリカ大陸諸国全体の約72%に当たる。
エジプトは、2020年に関して、同年9月23日に起きたアル・アクラブ刑務所で警官4人と受刑者4人が死亡する脱獄未遂事件があった影響で、2019年の32人（推定）から107人（推定）と前年に比べ3倍以上に増加しており、その年の10月と11月だけで57人（内、10月3日～10月13日の10日間で49人）の死刑執行がされた。更に、死刑執行された23人は政治的暴力に関連した事件で有罪とされた人々に対するものであり、拷問や自白の強要がされていると指摘されている。その後、人権保護を重視した欧米諸国からの圧力とシナイ半島北部の反政府勢力抑え込みの成功による治安の安定、第27回気候変動枠組条約締約国会議招致に向けた印象改善を狙うことを背景に2013年（当初は北シナイ県のみ対象。その後2017年4月に発生したコプト教教会爆破テロの発生をきっかけにエジプト全土に拡大）から続いていた非常事態宣言を2021年10月25日を解除した影響により、2023年は執行数が10年ぶりに10件未満となったが、死刑判決を宣告された者は590人となった。
| 国名 | 多くの国民が信仰している宗教       | 2015           | 2016           | 2017           | 2018           | 2019           | 2020           | 2021           | 2022           | 2023           | 2024           |
| 北アフリカ諸国 | 北アフリカ諸国                     | 北アフリカ諸国 | 北アフリカ諸国 | 北アフリカ諸国 | 北アフリカ諸国 | 北アフリカ諸国 | 北アフリカ諸国 | 北アフリカ諸国 | 北アフリカ諸国 | 北アフリカ諸国 | 北アフリカ諸国 |
| --- | ---------------------------------- | -------------- | -------------- | -------------- | -------------- | -------------- | -------------- | -------------- | -------------- | -------------- | -------------- |
| エジプト | イスラム教                         | 22+            | 44+            | 35+            | 43+            | 26             | 107+           | 83+            | 24             | 8              | 13             |
| スーダン | イスラム教                         | 3              | 2              | 0              | 2              | 0?             | 0?             | 1+             | 0              | 0              | 0              |
| 東アフリカ諸国 |                                    |                |                |                |                |                |                |                |                |                |                |
| ソマリア | イスラム教                         | 28+            | 7              | 24             | 13+            | 13+            | 20             | 22             | 6+             | 38＋           | 34＋           |
| 南スーダン | キリスト教                         | 5+             | 2+             | 4              | 7+             | 7              | 2+             | 9+             | 5+             | 0              | 0              |
| その他 |                                    |                |                |                |                |                |                |                |                |                |                |
| ボツワナ | キリスト教                         | 0              | 1              | 0              | 2              | 1              | 3              | 3              | 0              | 0              | 0              |
| チャド | イスラム教及びキリスト教           | 10             | 0              | 0              | 0              | 0              | 廃止           | 廃止           | 廃止           | 廃止           | 廃止           |
| ナイジェリア | 北部はイスラム教、南部はキリスト教 | 0              | 3              | 0              | 0              | 0              | 0              | 0              | 0              | 0              | 0              |
| - 死刑執行数は、一部の例外を除きコーネル大法科大学院の死刑問題研究グループが出しているデータを用いている。2021年・2022年は、コーネル大法科大学院の死刑問題研究グループとアムネスティ・インターナショナルが出しているデータで執行数が多い方を採用している。 - 表の「+」は、死刑執行数が、あくまでメディア等で確認された執行数である為、データよりも多く行われた可能性があることを示している。 - 表の「?」は、執行が無かったか確証が無いため?としている。 - 表の「-」は、執行数は不明である。 - 表の赤色はアフリカ諸国の中でその年に推定であるが最も多く執行された国である。「+」が付いている場合は、その数値で比較していることに注意する。 - 表の黄色はアフリカ諸国の中でその年に推定であるが2番目に多く執行された国である。「+」が付いている場合は、その数値で比較していることに注意する。 |                                    |                |                |                |                |                |                |                |                |                |                |

ジンバブエでは2005年に死刑執行人が引退してから後任が決まらない状態が続いていた。2012年には候補者が選定されたものの承認を得られなかった。バージニア・マブヒザ (Virginia Mabhiza) 司法相によると、2017年の死刑執行人の求人では数ヶ月で50人以上の応募が集まったという。AFPの報道ではこの背景としてジンバブエの失業率の高さを挙げており、ある調査ではジンバブエの失業率は90%以上であったと報道した。その後、2024年12月31日に非常事態時を除き死刑が廃止され、死刑囚約60人が禁錮刑に減刑された。

### 南北アメリカ
死刑制度があるのは、アメリカ合衆国（連邦法と軍法と27州法）と中米のグアテマラ、キューバなど少数である。そのうちアメリカは先進国で最大の死刑執行数を記録しているが、多くの死刑執行はテキサス州で行われており、そのためアメリカのメディアが「死刑の格差」と報道しており、同州でこのような姿勢をニューヨーク・タイムズは「執行に対する住民の積極的な支持」、ロイター通信は「犯罪者に厳罰を科すことをいとわない『カウボーイ気質』のほか、一部で根強く残る人種差別意識がある」と報道した。ただし、2020年はコロナウイルス感染症流行の影響により、執行停止や執行の延期が相次いだことによる執行の減少と、トランプ大統領の凶悪犯罪者に対する厳罰志向による連邦政府による死刑執行を17年振りに再開したことにより、連邦政府が最も多く執行した立法行政司法単位となった。
ラテンアメリカ（南米）諸国の傾向として、2024年末時点で61%の国（33ヶ国中20ヶ国）が一般犯罪に対する死刑を廃止し、45%の国（33ヶ国中15ヶ国）が完全な死刑を廃止している。死刑制度存続国も、2008年12月19日にセントクリストファー・ネイビスで妻を殺害した罪でチャールズ・エルロイ・ラプラスが絞首刑により執行されたのを最後に10年以上死刑を執行していない。

#### 米国

米国の州別の死刑制度
死刑廃止州
法律上は死刑制度を維持。ただし、死刑を執行しないという公約をしている州
法律上は死刑制度を維持。ただし、死刑を過去10年以上実施していない州
法律上は死刑制度を維持。ただし、特殊な事情が適用される州
死刑存置州

米国において最初にミシガン州で死刑が廃止されたのが1847年と、ヨーロッパの死刑廃止の歴史よりも古い。米国において、死刑を廃止した州や地域は時代の進行とともに増加している。米国は2022年1月時点で、50州、ワシントンD.C.、5自治領、連邦法、軍法、合計58の立法行政司法単位があり、そのうち2022年1月時点で、23州、ワシントンD.C.、5自治領、合計29の立法行政司法単位で法律上死刑が廃止され、27州、連邦、軍隊の合計29の立法行政司法単位で法律上死刑が定められている。
凶悪犯罪の少ない裕福なニューイングランド諸州や、裕福でこそないが治安が安定している北部内陸州において死刑が行われず、貧しい南部諸州では死刑執行数が多い傾向にある。全米では被告人に対する死刑の宣告ならびに死刑執行は減少傾向にあるが、テキサス州など死刑執行の盛んな地域もある。また、未成年に対する殺害を伴わない性犯罪の再犯者への死刑が適用される州法がサウスカロライナ州、フロリダ州、ルイジアナ州、モンタナ州、オクラホマ州の5州で成立したが、殺人を犯していない性犯罪者に対する死刑適用は過酷であり、憲法違反であると法学者から強く批判されていた。連邦最高裁は2008年6月25日にケネディ対ルイジアナ州事件で「非道な犯罪であっても、被害者が死んでいない事件で死刑を適用する法律は、残酷な刑罰であり合衆国憲法に違反し無効」という憲法違反判断を下している。そのため、この法律は見直された。
1990年以降の犯罪捜査でDNA鑑定が導入され、過去に有罪で死刑判決を受けた死刑囚の冤罪が明らかになり、特に2000年代後半以降では再審で無罪になる例が多発している。1973年から2001年までに米国国内では96名の死刑囚が釈放されており、特にフロリダ州では21人も釈放されている。同州では、5人の死刑執行が行われる間に2人が無罪放免になったという。
死刑の適用に際して経済的・人種的差別が存在しているとの指摘もある。これは、優秀で報酬の高い弁護士を雇用できるほどの経済力を持つ者が司法取引で減刑される一方で、比較的貧困層の多いアフリカ系アメリカ人に対する死刑の適用が人口比と比べて多いとの指摘がある。

### オセアニア
オーストラリア、ニュージーランド共にいかなる場合も死刑を廃止している。ニュージーランドには死刑廃止後、復活させた事があったが、今日は死刑を非人道的として完全に廃止している。島嶼諸国も死刑廃止している。パプアニューギニアは10年以上死刑停止状態が続いた後、2022年1月に死刑制度が廃止された。
各国別の死刑制度の現状については下記ボックスを参照。

## 死刑制度に関する議論

### 死刑廃止論
死刑および死刑制度については、人権や冤罪の可能性、倫理的問題、またその有効性、妥当性、人類の尊厳など多くの観点から、全世界的な議論がなされている（詳細は死刑存廃問題を参照のこと）。議論には死刑廃止論と死刑賛成論の両論が存在する。死刑制度を維持している国では在置論と呼ぶ、廃止している国では復活論と呼ぶ。もちろん死刑の廃止と復活は、世界中で史上何度も行われてきている。
近年では死刑は、前述のように「凶悪事件に対して威嚇力行使による犯罪抑止」、または「犯罪被害者遺族の権利として存置は必要である」と主張される場合がある。ただし前者の「犯罪抑止」としては、統計学および犯罪心理学的に死刑の有用性が証明されたものではなく、存在意義はむしろ社会規範維持のために必要とする法哲学的色彩が強い。後者の「被害者遺族の権利」としては家族が殺人にあったとしても、実際に死刑になる実行犯は情状酌量すべき事情のない動機かつ残虐な殺害方法で人を殺めた極少数であることから、菊田幸一など死刑廃止論者から極限られた被害者遺族の権利を認めることに疑問があるとしている。また、いくら凶悪なる殺人行為であっても、その報復が生命を奪うことが果たして倫理的に許されるかという疑問も指摘されている。元々死刑反対派の弁護士で、磯部常治のように妻子を殺害された後も死刑廃止を支持した者がいる。また、岡村勲のように妻を事件で失ったことを機に全国犯罪被害者の会（2018年解散、2022年再結成）を立ち上げた者もいる。
また、死刑執行を停止しているロシア当局によるチェチェン独立派指導者の「殺害」などがあり、死刑制度の有無や執行の有無が、その国家の人権意識の高さと直接の関係はないとの主張も存在するが、死刑制度は民主国家では廃止され非民主国家で維持される傾向にある。地理的には、ヨーロッパ、そして南米の6ヶ国を除いた国々が、廃止している。ヨーロッパ諸国においてはベラルーシ以外死刑を行っている国はない（ロシアにおいては制度は存在するが執行は十年以上停止状態であるといわれる。チェチェンを参考のこと）。これは死刑制度がヨーロッパ連合が定めた欧州人権条約第3条に違反するとしているためである。リヒテンシュタインでは1987年に死刑が廃止されたが、最後の処刑が行われたのが1785年のことであり、事実上2世紀も前に廃止されていた。また、ベルギーも1996年に死刑が廃止されたが最後に執行されたのは1950年であった。このように、死刑執行が事実上行われなくなって、長年経過した後に死刑制度も正式に廃止される場合が多い。
欧州議会の欧州審議会議員会議は2001年6月25日に日本およびアメリカ合衆国に対して死刑囚の待遇改善および適用改善を要求する1253決議を可決した。この決議によれば日本は死刑の密行主義と過酷な拘禁状態が指摘され、アメリカは死刑適用に対する人種的経済的差別と、少年犯罪者および精神障害者に対する死刑執行が行われているとして、両国の行刑制度を非難するものであった。
通常犯罪における死刑が廃止されても、国家反逆罪ないし戦争犯罪によって死刑が行われる場合がある。例えばノルウェーのヴィドクン・クヴィスリングは1945年5月9日、連合国軍に逮捕され国民連合の指導者と共に大逆罪で裁判にかけられ、銃殺刑に処せられた。ノルウェーでは、この裁判のためだけに特別に銃殺刑を復活（通常犯罪の死刑は1905年に廃止されている）した。また同様にイスラエルもナチスによるホロコーストに関与したアドルフ・アイヒマンを処刑するため、死刑制度がないにもかかわらず（戦争犯罪として適用除外されたともいえる）死刑を宣告し執行した。
中東とアフリカとアジアにおいては総じて死刑制度が維持されている。冷戦時代は総じて民主国家が廃止、独裁国家が維持していたが、現在では冷戦崩壊後の民主化と大量虐殺の反省により東欧と南米が廃止、アジアおよび中東とアフリカの一部が民主化後も維持している状態である。またイスラム教徒が多数を占める国では、イスラーム法を名目とした死刑制度が維持されているが、トルコのようにヨーロッパ連合への加盟を目指すために廃止した国や、ブルネイのように1957年以降死刑執行が行われていないため事実上廃止の状態の国もある。

### 絞首刑の残虐性を巡る議論
一般に、死刑は生命刑であり、身体刑ではない。したがって、その主たる目的は対象者の生命を奪うことであって、身体あるいは精神に苦痛を与えることではない。日本は、拷問等禁止条約を1999年に批准しており、人に身体的、精神的苦痛を与える拷問ないし刑罰を法的に禁止することを、国際的なコミットメントとして確認している。
日本は、死刑執行の手段として絞首刑を採用しているが、執行に際して死刑囚が受ける身体的苦痛を理由に、残虐な刑罰であるとする主張が根強い。
関西大学法学部教授で刑事政策が専門の永田憲史は、死刑存置の立場ながら、死刑制度には「国家は人を殺すなと言いつつ、刑罰として殺すという矛盾がある」と指摘し、その矛盾を小さくするため、恐怖や苦痛を最小限にとどめながら生命を奪う手段を模索するべきとの考えを示している。「被害者を苦しめた死刑囚に恐怖や苦痛を与えるのは当然、という意見はもっとも」としながらも「それを国家が刑罰として行うことには賛成できません」と話し、絶命までの苦痛を少なくするため、執行方法が絞首刑から電気椅子、薬物注射へと変わっていった米国に比べ「日本は米国の2周か、それ以上遅れています」との認識を示した。
絞首刑を実際に見学した人物の証言では、死刑囚の遺体から目と舌が飛び出し、口や鼻から血液や嘔吐物が流れ出しており、下半身から排泄物が垂れ流しになっていたという。この描写は、米国サンクェンティン刑務所長が立ち会った絞首刑について「顔から、ロープのために肉がもぎ取られ、首が半ばちぎれ、眼が飛び出し、舌が垂れ下がった」とか、尿失禁、便失禁、出血もあったとする著者の記述に一致する。一方で1994年12月に死刑執行された元死刑囚の遺体を引き取った遺族が法医学教室の協力で検証した実例では、気道をロープで一気に塞がれたことにより、意識が消失して縊死した可能性が高いとされている。しかし、オーストリア法医学会会長ヴァルテル・ラブル博士は、絞首刑を執行された者が瞬時に意識を失うことはまれで、最低でも5〜8秒、長ければ2〜3分間意識が保たれると述べている。
絞首刑は失敗することがあり、絞首刑を執行された者は意識を保ったままで苦しんだり、首が切断されることもある。米国で1622年から2002年までに合法的に行われた絞首刑で少なくとも170件の失敗があったとされる。たとえば1901年に死刑が執行されたトーマス・エドワード・ケッチャムはロープが長すぎたため、首がちぎれてしまい絞首刑の写真として販売された。この例以外でも、米国、英国、カナダ、オーストラリアなどで、絞首刑における首の切断が起こっている。最近では、2007年1月15日にイラク・バグダッドで処刑されたサダム・フセインの異父弟バルザン・イブラヒム・アル＝ティクリティ（バルザーン・イブラーヒーム・ハサン）の例がある。
日本でも、1883年（明治16年）7月6日、小野澤おとわという人物の絞首刑執行の際に、「刑台の踏板を外すと均(ひと)しくおとわの体は首を縊(くく)りて一丈(いちじょう)余(よ)の高き処(ところ)よりズドンと釣り下りし処、同人の肥満にて身体(からだ)の重かりし故か釣り下る機会(はずみ)に首が半分ほど引き切れたれば血潮が四方あたりへ迸(ほとばし)り、五分間ほどにて全く絶命した」「絞縄（しめなわ）のくい入りてとれざる故、刃物を以て切断し直に棺におさめ」た事故が起こっていることが報道されている。
絞首刑の執行を担う刑務官の負担も見過ごせない。1971年の冬、刑務官として東京拘置所に勤務していた弁護士の野口善国は、20代前半で死刑執行に携わった経験を共同通信の取材に応えて明かしている。死刑執行当日の朝、野口は死刑囚の男性を房から刑場に連行する任務を命ぜられた。男性は職員らに「お世話になりました」と礼を述べて握手をした後、目隠しと手錠をされ、絞首のロープがある場所まで、刑務官に誘導されながら歩いて行った。執行の瞬間、「バーン！と激しい音がして、男性の体が一瞬跳ね上がったように見えた後、すぐに落下していきました」と野口は話す。開いた踏み板からはぴんと張ったロープが大きく揺れ、野口はとっさにそのロープを握りしめながら「それが無理だとはわかっていても、今何とかしたらこの人は助かるんじゃないかというような、そんな気持ち」で見ていた。執行後、ぼうぜんとしている野口は、死刑囚の死亡を確認した医師に「死人より顔が青いぞ」と声をかけられた。その経験は、半世紀以上経った取材時でも脳裏に焼き付いており「一種のトラウマ」だという。「何度も立ち会った幹部職員は、精神的な負担が大きいと思います」とも話した。
同記事によれば、絞首のロープがある執行室には、複数のボタンが並ぶ部屋があるという。死刑囚の首にロープがかけられると幹部職員が合図を送り、刑務官が自分の前にあるボタンを押すと、踏み板が開く仕組みとなっている。踏み板につながっているボタンは1つしかなく、複数の刑務官が同時にボタンを押すことで、自分が命を奪ったのではないかという精神的負担を緩和させる狙いがあるというが、執行に立ち会ったことのある元刑務官は「ボタンを押した刑務官の全員が『自分では』という精神的な負担を抱えることになる」と話す。3つあるボタンを全員が押さない「異常事態」が発生したこともあるという。ボタンの傍らにあるレバーを操作することにより、かろうじて執行されたが、ボタンを押すことへのためらいが垣間見える事案といえる。
そのような執行への精神的負担から、絞首刑に替わる執行手段を求める声が刑務官からも出ている。元刑務官で作家の坂本敏夫は、知り合いの刑務官に取材を行い、執行手段の変更についてどう思うかと聞くと「日本も薬物注射になればいいと思います。絞首刑は自分たちの手で殺したという言いようのない罪悪感と重圧が心の深層に刻まれ、何年たっても夢に見ます」と胸中を話したという。坂本はこのような考えを「全ての刑務官に当てはまらないかもしれない」としながらも、刑務官の多くは同じような気持ちを抱きながら職務に取り組んでいるとの認識を示した。
カナダでは、絞首刑において、1962年12月11日にトロントのドン刑務所でほぼ首が切断されてしまったアーサー・ルーカスの執行を最後として絞首刑が廃止された。ただし、この事故は長らく秘密とされ、カナダの絞首刑はこの事故とは無関係に廃止された。
死刑存置国であるアメリカ合衆国では、このような首の切断の危険性から、絞首刑が廃止された例もある。アリゾナ州はエヴァ・デュガンの首の切断で1933年に絞首刑をガス室に変更した。現在では絞首刑を非人道的であるとして廃止している州がほとんどで、2018年末の時点で絞首刑が認可されているのは、3州を残すのみとなっている。しかも、この3州においても、薬殺刑が主流で、受刑者が望んだとき、あるいは、薬殺刑が執行できないときのみ絞首刑が選択される。実際のアメリカの絞首刑執行数も、1977年以降2020年9月までの死刑執行数1526件のうちの3件のみであり、1996年1月25日のデラウェア州でビリー・ベイリーの執行を最後に行われていない。
短時間ながらも相応の苦痛が伴う絞首刑の代替手段として薬物注射による執行を求める声は死刑囚からも上がっており、東京・埼玉連続幼女誘拐殺人事件で死刑判決が確定した宮﨑勤元死刑囚が『創』に対する投書で薬殺刑の導入を訴えていた。また、地下鉄サリン事件に関与した中川智正元死刑囚は、拘置所内で絞首刑に関する研究を重ねていたことを弁護人が明かしており、国内外であった過去の執行事例を調べたほか、法医学者ともやりとりし、上告審で「絞首刑は死刑囚の首を切断する恐れがあり、残虐な刑罰を禁止した憲法に違反する」と主張した。
近年、薬物注射に用いる医薬品を製造する製薬会社が、死刑執行目的での薬物の供給を拒否する動きがある。2016年5月、アメリカ製薬大手のファイザーは、「患者の命と健康のために製品を作っており、それが死刑の執行に使用されることに強く抗議する」との声明を発表し、臭化パンクロニウム、塩化カリウム、プロポフォール、ミダゾラム、ヒドロモルフォン、臭化ロクロニウム、臭化べクロニウムの7製品について、死刑執行目的での販売を停止した。以後、当該薬物は死刑の執行に使用する目的で転売しないことを条件に、限られた業者にだけ販売されることとなり、流通経路を監視して、コンプライアンス違反があれば発覚次第、厳正に対処するとした。これにより、薬物を使用しての死刑執行は今までよりも困難なものとなった。
前述のように、銃殺刑が選択されることもある。アメリカでは2025年3月、サウスカロライナ州において15年ぶりに銃殺刑が執行された。同州では死刑囚は執行方法を銃殺、薬物注射、電気椅子の中から選択することができ、薬物注射を選択した死刑囚の死亡を医師が確認するまで20分以上かかったことを聞いた死刑囚が銃殺を選択したことによるものである。アイダホ州では、州法が改正され、死刑執行の際に銃殺を最優先にすることとなった。地元メディアによると、法案の賛同者は銃殺刑について「迅速で確実なため、苦痛が少ない」と訴えているという。
新しい執行手段として、前述のように、2024年1月、アメリカアラバマ州において、世界で初めて窒素吸入による死刑が執行されたことが報じられた。アラバマ州のスティーヴ・マーシャル司法長官は、「効果的で人道的な死刑執行方法」であることが証明されたと主張しているが、一部の医療専門家は死刑囚が激しくけいれんしたり、死に至らずに植物状態になったりするなど、さまざまな悲惨な事態を引き起こす恐れがあると非難している。なお、窒素を用いる手法は安楽死の手段の一つともなっており、オーストラリア出身の医師、フィリップ・ニチケ博士が開発した安楽死カプセル「サルコ」は、いくつかの質問に応えてボタンを押せば、空気中の酸素の量が減少し、中にいる人間は死に至る。1回の使用にかかる費用は窒素の費用としてわずか18スイスフラン（日本円で約3200円）である。
日本では、絞首刑に際して死刑囚が受ける身体的苦痛が、日本国憲法第36条の規定する「残虐な刑罰」に相当するとして何度も訴訟が提起されているが、最高裁は「絞首刑は憲法36条にいう残虐な刑罰ではない」との確定判決（死刑合憲判決）を維持している。

### 告知時期を巡る議論
死刑執行の告知時期を巡って、執行当日に告知するとする現行の運用は「適切な手続きによらなければ処罰されない」ことを定めた憲法31条に反するとの見方がある。関係者によると、昭和50年ごろまでは、前日までに告知されたケースがあったとされ、これにより家族との最期の面会などが可能だった一方、本人が執行前に自殺してしまうケースもあり、そうしたことから執行の1～2時間前に告知するという現行の運用に変更したという。
2021年11月、「死刑執行を死刑囚に当日告知する運用は憲法に違反し非人道的だ」として、死刑囚2人が、国に精神的苦痛への慰謝料計約2000万円の支払いなどを求め、大阪地裁に提訴したが、一審は原告の訴えを全面的に退けた。なお、裁判において死刑囚側は「執行直前の告知では弁護人に連絡することもできず、不服申し立ての権利の行使は現実的に不可能」と違憲性を主張し「死刑確定者の人権が国によって踏みにじられている」などと訴えていた。一方、国側は上述のような経緯を説明し、当日の告知には「死刑囚の心情の安定を図り、自殺や暴動を回避する目的がある」などと現行の運用の正当性を主張した。
2025年3月17日、控訴審において大阪高裁は訴えを不適法だとして退けた一審判決を取り消し、大阪地裁に差し戻した。判決後、原告側の弁護士は「国は当日告知の是非について正面から向き合えというメッセージだ」と評価し「司法判断が出るまで、現在の運用は停止されるべきだ」と国に求めた。また国は「（死刑囚が）今も365日、告知の恐怖に苦しんでいることを理解していない」とし「国に求められるのは死刑の実態を明らかにすることだ」とも話した。法務省矯正局は「判決内容を精査し、適切に対応する」とコメントした。

## 宗教界
- ローマカトリック教会は、数世紀にわたり、極端なケースに関しては死刑を容認してきたが、2018年8月2日、カテキズムの文面を変更し、死刑はいかなる状況においても容認できないと明記した[196]。日本カトリック正義と平和協議会は、日本政府による死刑執行に対して複数回、抗議声明を発表している。
- 日本では全日本仏教会を中心に天台宗・日蓮宗・浄土真宗(東)・曹洞宗などが死刑を否定する声明を出している[197]。

## 死刑をテーマにした作品
- 死刑囚最後の日 - ヴィクトル・ユーゴーの小説。1829年発表。死刑囚の最後の日々を綴った作品。
- 異邦人 - アルベール・カミュの小説。1942年発表。殺人により死刑を宣告された主人公の心境を描く。
- 少年死刑囚 - 1955年の映画。吉村廉監督。原作は中山義秀。
- 私は貝になりたい - 1958年のテレビドラマ。KRT（現・TBSテレビ）制作。翌年に映画化、1994年に再ドラマ化、2008年に再映画化されている。
- 死刑執行 - 東京のラジオ局文化放送で放送された死刑執行に至るまでの過程・葛藤を伝えたドキュメンタリー。後に一部地域でもネットされた。
- モリのアサガオ - 死刑囚及び死刑制度の存廃に関連した漫画と、それを原作にしたドラマ。
- 教誨師 - 2018年の映画。1人の教晦師と6人の死刑囚とのやり取りを描いた作品。

## 死刑後に復活したケース
- 石鐵県死刑囚蘇生事件
- 2013年にイランで絞首刑された男性が、医師による死亡宣告後に復活し、その後再執行はされなかった[198]。